# Слобода-Ярышевская
Слобода́-Я́рышевская (укр. Слобода-Яришівська) — село на Украине, находится в Могилёв-Подольском районе Винницкой области. Население по переписи 2001 года составляет 649 человек. Почтовый индекс — 24016. Телефонный код — 4337. Занимает площадь 3 км².

## Религия
В селе действует Свято-Покровский храм Могилёв-Подольского благочиния Могилёв-Подольской епархии Украинской православной церкви.

## Известные уроженцы
- Руденко, Мария Авксентьевна (1915—2003) — украинская и советская фольклористка, этнограф, краевед, педагог, заслуженный работник культуры Украины.

## Адрес местного совета
24016, Винницкая область, Могилёв-Подольский р-н, с. Слобода-Ярышевская, ул. Ленина, 84